# Kraljeva nekropola, Biblos
Kraljeva nekropola v Biblosu je skupina devetih bronastodobnih podzemnih jaškov in grobnic, v katerih so shranjeni sarkofagi več kraljev mesta. Biblos (sodobni Jbeil) je obalno mesto v Libanonu in eno najstarejših stalno naseljenih mest na svetu. Mesto je med bronasto dobo vzpostavilo velike trgovske povezave z Egiptom, kar je povzročilo velik vpliv Egipta na lokalno kulturo in pogrebne prakse. Lokacija antičnega Biblosa je bila izgubljena v zgodovini, vendar jo je v poznem 19. stoletju ponovno odkril francoski biblicist in orientalist Ernest Renan. Ostanki starodavnega mesta so ležali na vrhu hriba v neposredni bližini sodobnega mesta Jbeil. Francoski mandatni organi so izvedli raziskovalne rove in manjša izkopavanja, med katerimi so izkopali reliefe, popisane z egiptovskimi hieroglifi. Odkritje je vzbudilo zanimanje zahodnih učenjakov, kar je vodilo v sistematične raziskave najdišča.
16. februarja 1922 je močno deževje sprožilo zemeljski plaz v obmorski pečini Jbeil, ki je razkril podzemno grobnico z ogromnim kamnitim sarkofagom. Grob je raziskoval francoski epigrafičar in arheolog Charles Virolleaud. Francoski egiptolog Pierre Montet je intenzivna izkopavanja izvajal okoli mesta grobnice in odkril osem dodatnih jaškov in komornih grobnic. Vsaka od grobnic je bila sestavljena iz navpičnega jaška, povezanega z vodoravno pogrebno komoro na dnu. Montet je grobove kategoriziral v dve skupini. Grobnice prve skupine segajo v srednjo bronasto dobo, natančneje v 19. stoletje pred našim štetjem; nekateri so bili nedotaknjeni in so vsebovali množico pogosto dragocenih predmetov, vključno s kraljevimi darili faraonov Srednjega kraljestva Amenemhata III. in Amenemhata IV., lokalno izdelanim nakitom v egipčanskem slogu in različnimi posodami za serviranje. Grobovi druge skupine so bili oropani v antiki, zaradi česar je natančno datiranje problematično, vendar artefakti kažejo, da so bili nekateri grobovi uporabljeni v pozni bronasti dobi (16. do 11. stoletje pr. n. št.).
Poleg grobnih pridatkov so odkrili sedem kamnitih sarkofagov – zdi se, da so v grobiščih, v katerih ni bilo kamnitih sarkofagov, leseni, ki so sčasoma razpadli. Kamniti sarkofagi so bili neokrašeni, razen Ahiramovega. Ta sarkofag je znan po svojem feničanskem napisu, enem od petih epigrafov, znanih kot biblijski kraljevi napisi; velja za najzgodnejši znani primer popolnoma razvite feničanske abecede. Montet je primerjal funkcijo bibloških grobnic z egipčanskimi mastabami, kjer so verjeli, da duša pokojnika leti iz grobne komore skozi pogrebni jašek v pritlično kapelo, kjer so duhovniki opravljali službo.

## Zgodovinsko ozadje
Biblos (Jbeil) je eno najstarejših stalno naseljenih mest na svetu. Skozi stoletja je dobil veliko imen; pojavlja se kot Kebny v egipčanskih hieroglifskih zapisih iz 4. dinastije in kot Gubla (𒁺𒆷) v akadskih klinopisnih črkah Amarne iz 18. dinastije v Egiptu. V 2. tisočletju pred našim štetjem se je njegovo ime pojavilo v feničanskih napisih, kot je epitaf Ahiramovega sarkofaga, kot Gebal (𐤂𐤁𐤋, ki izhaja iz gb (𐤂𐤁 "vodnjak") in ʾl (𐤀𐤋 "bog"). Zdi se, da je ime torej pomenilo "Božji vodnjak". Druga razlaga imena Gebal je 'gorsko mesto', ki izhaja iz kanaanskega Gubal. Biblos je veliko poznejši grški eksonim, verjetno popačen Gebal. Starodavna naselbina je ležala na planoti, ki je neposredno mejila na morje in je bila neprekinjeno naseljena že od leta 7000–8000 pred našim štetjem. V Biblosu so odkrili preproste, okrogle in pravokotne bivalne enote ter grobove v posodah iz bronaste dobe. Vas je med bronasto dobo rasla in postala glavno trgovsko središče z Mezopotamijo, Anatolijo, Kreto in Egiptom.
Egipt je skušal ohraniti ugodne odnose z Biblosom zaradi njegove potrebe po lesu, ki ga je bilo v libanonskih gorah v izobilju. V času starega egipčanskega kraljestva (okoli 2686–okoli 2181 pr. n. št.) je bil Biblos pod vplivom Egipta. Mesto so uničili Amorejci okoli leta 2150 pr. n. št., po vakuumu moči, ki je nastal po padcu Starega kraljestva. Vendar pa so bili z nastankom egipčanskega Srednjega kraljestva (okoli 1991–okoli 1778 pr. n. št.) Biblosovi obrambni zidovi in templji obnovljeni in ponovno je prišel v zavezništvo Egiptu. Leta 1725 pr. n. št. so egipčanska delta Nila in obalna mesta Fenicije pripadla Hiksom, ko je Srednje kraljestvo razpadlo. Stoletje in pol pozneje je Egipt izgnal Hikse in pod svoje okrilje vrnil Fenicijo ter jo učinkovito branil pred vpadi Mitancev in Hetitov. V tem obdobju je trgovina z Gebalitom cvetela in v Biblosu je bila razvita prva fonetična abeceda. Sestavljena je bila iz 22 soglasniških grafemov, ki so bili dovolj preprosti za uporabo običajnih trgovcev.
Odnosi z Egiptom so se sredi 14. stoletja spet zmanjšali, kot je razvidno iz Amarnskih pisem z gebalitskim kraljem Rib-Haddo. Pisma razkrivajo nezmožnost Egipta, da bi branil Biblos in njegova ozemlja pred vdorom Hetitov. V času Ramzesa II. je bila egipčanska hegemonija nad Biblosom obnovljena; kljub temu so mesto kmalu zatem uničila morska ljudstva okoli leta 1195 pr. n. št. Egipt je bil v tem času oslabljen in posledično je Fenicija doživela obdobje blaginje in neodvisnosti. Zgodba o Venamunu, ki je sodobna temu obdobju, kaže nadaljevanje, a mlačne odnose med gebalitskim vladarjem in Egipčani.
Dolgotrajni odnosi z Egiptom so močno vplivali na lokalno kulturo in pogrebne prakse. V obdobju egipčanske nadvlade se je pojavila praksa pogrebov v jašek, ki jih je navdihnil Egipt.

## Zgodovina izkopavanj

### Iskanje starodavnega mesta
Starodavna besedila in rokopisi so namigovali na lokacijo Gebala, ki je bila izgubljena v zgodovini do ponovnega odkritja sredi 19. stoletja. Leta 1860 je francoski biblični učenjak in orientalist Ernest Renan izvedel arheološko misijo v Libanonu in Siriji med francosko ekspedicijo na tem območju. Renan se je pri svojem poskusu lociranja mesta opiral na zapise starogrškega zgodovinarja in geografa Strabona. Strabon je označil Biblos kot mesto, ki je na hribu nekoliko stran od morja. Ta opis je zavedel učenjake, vključno z Renanom, ki je mislil, da mesto leži v sosednji Kasoubi (Kassouba), vendar ugotovil je, da je bil ta hrib premajhen, da bi na njem stalo veliko starodavno mesto.
Renan je pravilno domneval, da je moral biti starodavni Biblos na vrhu okroglega hriba, na katerem dominira križarska citadela Jbeil, na neposrednem obrobju sodobnega mesta. Svojo domnevo je utemeljil na hrbtni strani rimskega kovanca iz Elagabalove dobe, ki prikazuje mesto z reko, ki teče ob njegovem vznožju in teoretiziral, da je bila zadevna reka potok, ki obkroža citadelski hrib. Od citadele je dal izkopati dva dolga jarka; jarki so razkrili starodavne artefakte, ki nedvomno dokazujejo, da je Jbeil isto kot starodavno mesto Gebal/Biblos.

### Zgodnja arheološka dela
V obdobju francoskega mandata je visoki komisar general Henri Gouraud ustanovil Službo za starine v Libanonu; je na čelo novonastale službe imenoval francoskega arheologa Josepha Chamonarda. Chamonarda je 1. oktobra 1920 nasledil francoski epigraf in arheolog Charles Virolleaud. Služba je dala prednost arheološkim raziskavam v mestu Jbeil, kjer je Renan našel starodavne ostanke.
16. marca 1921 je Pierre Montet, profesor egiptologije na Univerzi v Strasbourgu, naslovil pismo na uglednega francoskega arheologa Charlesa Simona Clermont-Ganneauja, v katerem je opisal reliefe z egipčanskimi napisi, ki jih je odkril med arheološko misijo leta 1919 v Jbeilu. Fascinirani Clermont-Ganneau je osebno financiral metodološki pregled mesta, za katerega je verjel, da vsebuje egipčanski tempelj. Montet je bil izbran za vodjo izkopavanj, v Bejrut je prispel 17. oktobra 1921. Izkopavanja v Jbeilu so 20. oktobra 1921 slovesno začeli francoski mandatni organi, sestavljena so bila iz letnih kampanj po tri mesece.

### Odkritje kraljeve nekropole
16. februarja 1922 je močno deževje sprožilo zemeljski plaz na obmorski pečini Jbeil, ki je razkril podzemno votlino, ki jo je ustvaril človek. Naslednji dan je upravni svetovalec Libanonskega gorovja obvestil službo za starine o plazu in naznanil odkritje starodavne podzemne grobnice, ki vsebuje velik neodprt sarkofag. Da bi zadržali lovce na zaklade, je območje zavaroval Mudir Jbeil Sheikh Wadih Hobeiche. Virolleaud je prispel na mesto, da bi počistil in popisal vsebino odkrite grobnice; nadaljeval je z nadzorom izkopavanj in 26. februarja 1922 odprl odkriti sarkofag. Drugo grobnico (imenovano Grobnica II) je Montet odkril oktobra 1923; odkritje je sprožilo sistematično raziskovanje okolice jeseni 1923. Montet je do leta 1924 vodil izkopavanje starodavnega Biblosa; v tem obdobju je odkril sedem drugih grobnic, s čimer se je skupno število povzpelo na devet. Francoski arheolog Maurice Dunand je leta 1925 nasledil Monteta in nadaljeval delo svojega predhodnika na arheološkem povelju še nadaljnjih štirideset let.

## Opis
Montet je kraljevim grobnicam dodelil številke in jih razvrstil v dve skupini: prva, severna skupina je vključevala grobnice I do IV; ti so bili starejšega datuma gradnje in so bili natančno zgrajeni. Grobnici III in IV so starodavni plenilci izpraznili vsebino, drugi dve pa sta ostali nemoteni.
Druga skupina grobnic je na južni strani nekropole in vključuje grobnice V. do IX. Grobnice od V do VIII so bile slabše gradbene kakovosti v primerjavi s severnimi in so bile pozneje vkopane v glino namesto v skalo. Samo grobnica IX je ohranila dokaze o skrbni gradnji, ki spominja na prejšnje grobnice. Fragmenti lončene posode, odkriti v tej grobnici, ki v egipčanskih hieroglifih nosi ime Abišemu, kažejo, da je bil njen datum izgradnje bližji datumu severne skupine. Starodavni plenilci so vdrli v vse grobnice druge skupine.